# عزیز بوحدوز
عزیز بوحدوز (زادهٔ ۳۰ مارس ۱۹۸۷) بازیکن فوتبال اهل مراکش است.
از باشگاه‌هایی که در آن بازی کرده‌است می‌توان به اف‌اس‌وی فرانکفورت، ارتسگبیرگ آئو، اس‌وی زاندهاوزن و سن پائولی اشاره کرد.
وی همچنین در تیم ملی فوتبال مراکش بازی کرده‌است.
در ماه مه ۲۰۱۸، عزیز بوحدوز به عنوان یکی از بازیکنان لیست ۲۳ نفره مراکش برای جام جهانی ۲۰۱۸ به فیفا معرفی شد.گل بخودی هم برابر ایران زد. 